# Charango

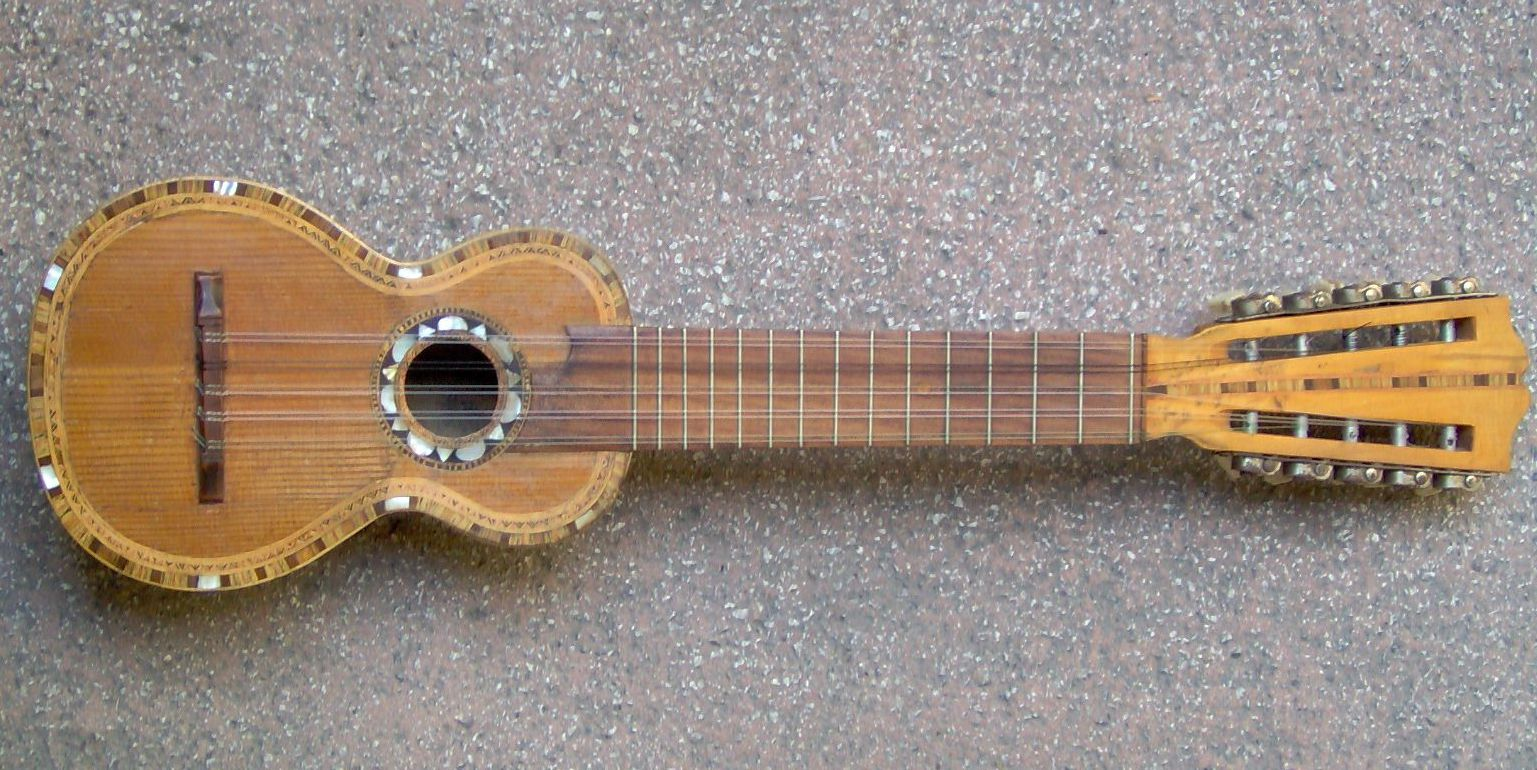
Charango boliviano

O charango (ou quirquincho, do quíchua kirkinchu, tatu) é um pequeno instrumento de cordas, de origem sul-americana, mais propriamente andina, que pertence à família do alaúde e que tem aproximadamente 66 cm de comprimento. Tradicionalmente era feito com a carapaça das costas de um tatu, se bem que, hodiernamente, já costuma ser feito de madeira, dispondo, ainda, de um braço de madeira, traçado por 5 cordas duplas.

## História
Os conquistadores espanhóis trouxeram a vihuela, um ancestral do violão clássico. Existem muitas histórias de como o charango passou a ser construído com uma diminuta caixa de casca de tatu. Uma das histórias diz que os músicos nativos apreciavam o som da viola de mão, mas não tinham a tecnologia necessária para dar à madeira aquele formato, e passaram, então, a utilizar da carapaça do tatu para fabricar os seus próprios instrumentos. 
Há outra história que conta que os espanhóis proibiram os nativos de praticar a música ancestral, e que o charango seria, então, uma tentativa de fazer um instrumento que pudesse ser facilmente escondido sob as vestes. A história da origem do charango foi muito estudada nos últimos anos em simpósios e congressos internacionais e, graças a isso, sabemos hoje que este instrumento nasceu em Potosí (Bolívia) em 1547. Alguns antecedentes que comprovam esta origem encontram-se em portadas feitas de pedra, como na Igreja de San Lorenzo na cidade de Potosí ou no templo de Jesus de Machaca, na mesma cidade onde existem gravuras com este instrumento e documentos em que é citado.

## Construção
Originalmente feito com a carapaça seca das costas de um tatu e madeira para o topo da caixa acústica, braço etc, atualmente feitos de madeira, com a parte traseira da caixa acústica imitando o formato da casca de um tatu. Diferente da maior parte dos uds, o corpo e o braço são tipicamente feitos de um só bloco de madeira, esculpidos no formato. As dez cordas do charango requerem um grande cravelhal (parte para afinar e prender as cordas), muitas vezes aproximando-se do tamanho da própria caixa acústica. Apesar das enormes diferenças, tem o tamanho aproximado de um pequeno ukulele.
O tamanho, na verdade, é o que define o instrumento, que possui variações, mas o charango propriamente dito tem, de maneira geral, 66 cm, com uma escala de aproximadamente 37 cm.
A construção típica é de uma única peça no corpo e braço, cravelhal e cravelhas de guitarra clássica, tampo de abeto e uma certa ornamentação. Tamanho e formato da boca da caixa são altamente variáveis e podem ser de duplas crescentes, buraco redondo, oval ou mesmo múltiplos buracos de arranjo variado.

## Afinação
O charango tem cinco pares de cordas, tipicamente afinados em EAECG. Esta afinação, independentemente das oitavas, é similar à típica afinação em C do ukulele ou do cuatro venezuelano, com a adição de um segundo par de notas mi. Diferente da maior parte dos instrumentos de cordas, todas as dez são afinadas dentro de uma oitava. Os cinco pares ficam elevados da seguinte forma (do quinto par ao primeiro): ee aa ee cc gg.

## Variantes
O ronroco é um parente próximo do charango, pouco maior (por volta de 75 cm), geralmente afinado uma oitava abaixo. O walaycho (também hualaycho, ou maulincho) é um parente um pouco menor (aproximadamente 50 cm), afinado uma quarta acima (às vezes uma quinta acima). Além disso, existe também um "charangón", que é afinado mais baixo que um charango. Há vários tipos — alguns são afinados um quarta abaixo, outros uma quinta e outros até mesmo uma oitava. Por exemplo, na Bolívia, um ronroco é afinado uma oitava abaixo do charango, e o charango entre os dois, enquanto na Argentina, o ronroco é afinado uma quarta abaixo do charango (o que os bolivianos chamariam de charangón) e então, o ronroco argentino é afinado uma oitava abaixo do maulincho.
Também há charangos com mais de dez cordas, e há tanto charangos com cordas de nylon quanto com cordas de aço. O charango peruano da região andina do sul do país, desde a zona quíchua de Canhas em Cusco, até a zona Aymara de Puno, tem parte traseira da caixa reta, conhecido como "chillador" ou "guitarrilla" tem 12 cordas de aço.